# Тунгло
Тунгло (Тугло; лат. Tunglo, Tuglo; IX век) — представитель высшей лужицкой (сорбской) знати (возможно, князь), в 826 году обвинённый в злоумышлениях против власти франков. Предполагается, что его имя — искажённое франкскими авторами славянское имя Тогомир (серб. Togomirъ). В хронике Адемара Шабанского Тунгло по неизвестным причинам назван именем Глоин.

## Биография
Основной нарративный источник о жизни Тунгло — «Анналы королевства франков». О нём упоминается в трудах других авторов, использовавших «Анналы королевства франков» в своих работах — Астронома, Аймоина из Флёри и Адемара Шабанского.
Во франкских анналах сообщается, что летом 826 года некоторые из лужичан обвинили своего знатного соплеменника Тунгло в злоумышлениях против франков. По свидетельству «Анналов королевства франков» и Аймоина, Тунгло был обвинён в том, что «не подчинялся приказам», а по заявлению Адемара Шабанского в том, что «тогда не явился на собрание». Одновременно в неверности франкам был обвинён и князь ободритов Цедраг. Император Людовик I Благочестивый потребовал от них обоих прибыть к нему, чтобы оправдаться в предъявленных обвинениях, в противном случае угрожая совершить поход в земли славян. В октябре Тунгло и Цедраг приехали на государственную ассамблею, проводившуюся в Ингельхайме. При личной встрече с Людовиком I Благочестивым Тунгло смог оправдаться и был отпущен после того, как дал в заложники франкам своего сына. К Цедрагу же император был не столь милостив: только ходатайство ободритских старейшин помогло тому сохранить власть над соплеменниками.
На основании этих свидетельств современные историки единодушно называют Тунгло одним из наиболее знатных лужичан своего времени, признававшим над собой власть правителя Франкской империи. Однако о месте Тунгло в лужицком обществе первой трети IX века между учёными идут дискуссии. Часть историков, опираясь на данные «Анналов королевства франков», в которых Тунгло назван «одним из знатных лиц у сорбов» (лат. unus de Soraborum primoribus), считают его только одним из лужицких старейшин (лат. primores; буквально «первые»), хотя, возможно, и обладавшим властью над некоторыми областями. Другие же авторы указывают на свидетельство Адемара и труд Астронома «Жизнь императора Людовика», наделявших Тунгло, также как и Цедрага, титулом герцог (лат. dux), что должно соответствовать славянскому титулу «князь». Также отмечалось, что подчинение Тунгло лично императору Людовику I Благочестивому должно было свидетельствовать в пользу очень высокого статуса этого лица среди своих соплеменников. Эта часть историков предполагает, что Тунгло мог быть или правителем, независимым от князя Лужицкого союза племён, или даже быть самим князем всех лужичан-сорбов. Если последнее из этих мнений верно, то предшествовавшим Тунгло известным правителем лужичан был Милидух, погибший в бою с франками в 806 году, а следующим — Цзимислав, упоминавшийся в 839—840 годах.
О жизни Тунгло после ассамблеи в Ингельхайме достоверных сведений не сохранилось. Предполагается, что он мог быть ещё жив в 832 году, когда король Баварии Людовик II Немецкий, намереваясь совершить поход в Алеманнию, собирал для этого войско из подчинённых ему баваров и славян.